# Paar (famiglia)

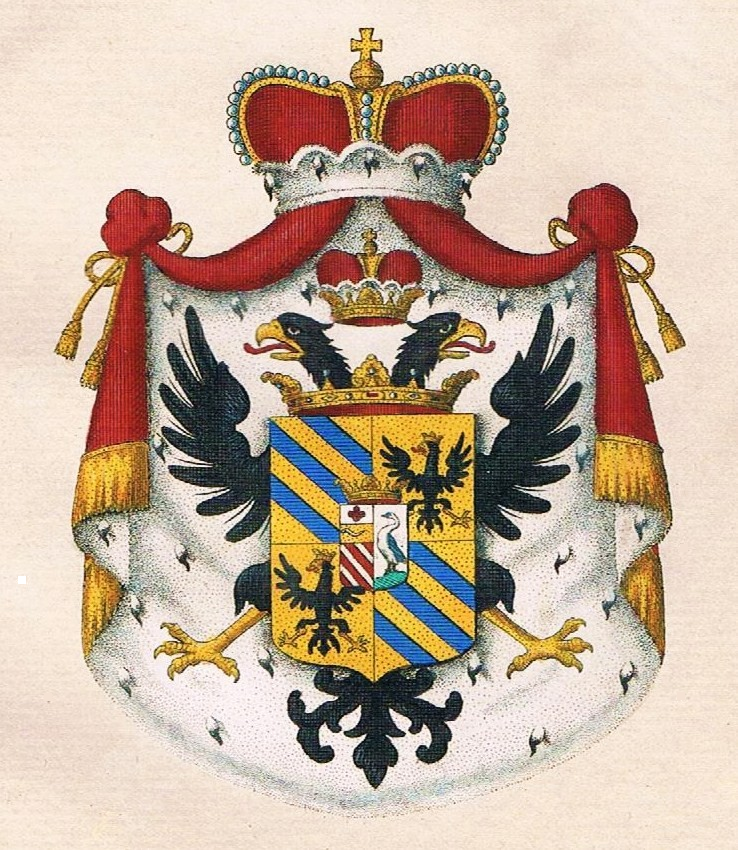
Stemma dei principi Paar

I Paar sono una famiglia della nobiltà austriaca. I membri di questo casato a partire dal XVI secolo hanno grandemente contribuito a creare il servizio postale austriaco.

## Storia
La famiglia è probabilmente originaria della Bergamasca, e più precisamente del paese di Parre. Il primo esponente documentato è Zeno Scurino, detto Paar, attestato nel 1450. I Paar nel corso del tempo entrarono al servizio degli Asburgo. Nel 1560 Peter Joseph Paar divenne Mastro generale della Posta a Presburgo (oggi Bratislava), ed entrò nella nobiltà ungherese. Nel 1574 ricevette il titolo di cavaliere del Sacro Romano Impero.
Giovanni Battista de Paar fu nominato Maestro delle Poste dell'Austria interna dall'arciduca Carlo II d'Austria. Nel 1584 ottenne anche il monopolio postale verso Venezia e già lo deteneva verso la Polonia.
Nel 1606 i fratelli e cugini Rudolf, Julius, Johann Friedrich, Johann Christoph e Vespasian von Paar zu Hardtperg furono elevati al titolo di baroni del Sacro Romano Impero. Julius ottenne anche la carica di Maestro generale delle Poste di Ungheria, Boemia e Austria di qua e di là dell'Enns. Con questo avvenimento iniziò la secolare competizione con la casa di Thurn und Taxis.
Nel 1636 il ciambellano imperiale Johann Christoph von Paar fu creato conte del Sacro Romano Impero.
I baroni von Paar col passar del tempo acquistarono signorie territoriali in Boemia e nel 1652 furono naturalizzati boemi. Due anni dopo furono elevati a conti boemi.
Il titolo di principi boemi fu conferito loro nel 1769 e nello stesso anno il consigliere intimo attuale e ciambellano Johann Wenzel Graf von Paar, Mastro generale delle Poste imperiali e di Corte, fu elevato alla dignità di principe del Sacro Romano Impero con il trattamento di "Altezza" e il rango di conte palatino di corte. 

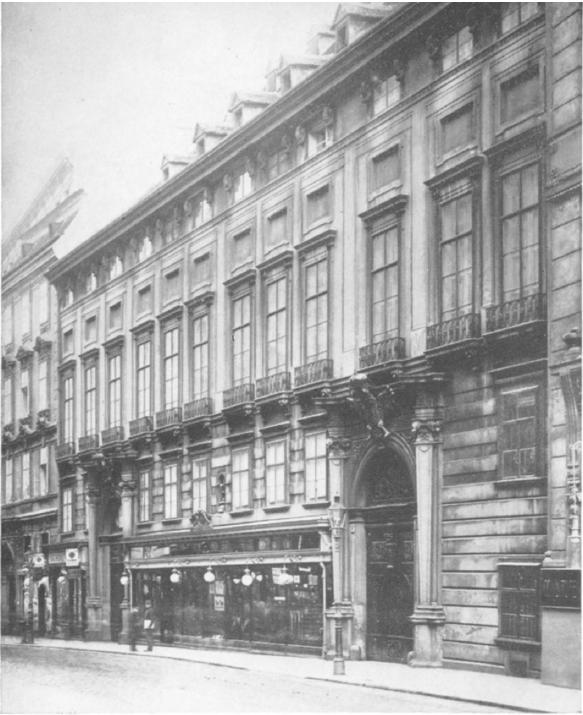
Il palazzo Paar di Vienna

I Paar furono una delle sedici famiglie di principi mediatizzati ad avere un seggio ereditario alla Camera dei signori d'Austria, la camera alta del Consiglio imperiale, il parlamento austriaco, a partire dalla sua fondazione nel 1861.
Dal 1905 i principi von Paar auf Hartberg und Krottenstein hanno diritto al trattamento di "Altezza Serenissima". I discendenti portano il titolo di conti/contesse (Graf von Paar/Gräfin von Paar).
Eduard von Paar era proprietario del 2º reggimento di dragoni boemi, intitolato appunto Graaf Paar (K.u.k. Böhmisches Dragoner-Regiment „Graf Paar“ Nr. 2).

## Terre e castelli
Attraverso il matrimonio del conte Johann Leopold Paar con la contessa Marie Theresia Violanta von Sternberg (1699–1761) la famiglia ereditò grossi possedimenti in Boemia.
Johann Christoph von Paar ereditò nel 1571 Castel Paar (Schloss Paar) nello Hartberg in Stiria, che per più secoli rimase proprietà della famiglia.
A Vienna, sulla Wollzeile, si trovava il Palazzo Paar a partire dal XVI secolo.